# بيلي هولمز
بيلي هولمز (بالإنجليزية: Billy Holmes)‏ (4 فبراير 1951 في المملكة المتحدة - 1 يناير 1988 في المملكة المتحدة) هو لاعب كرة قدم بريطاني في مركز الهجوم. لعب مع نادي بارنت ونادي برينتفورد ونادي لوتون تاون ونادي ميلوول ونادي هيرفورد ونادي وكينغ ونادي ويمبلدون وAylesbury United F.C. ‏.